# Alte Waage (Leipzig)

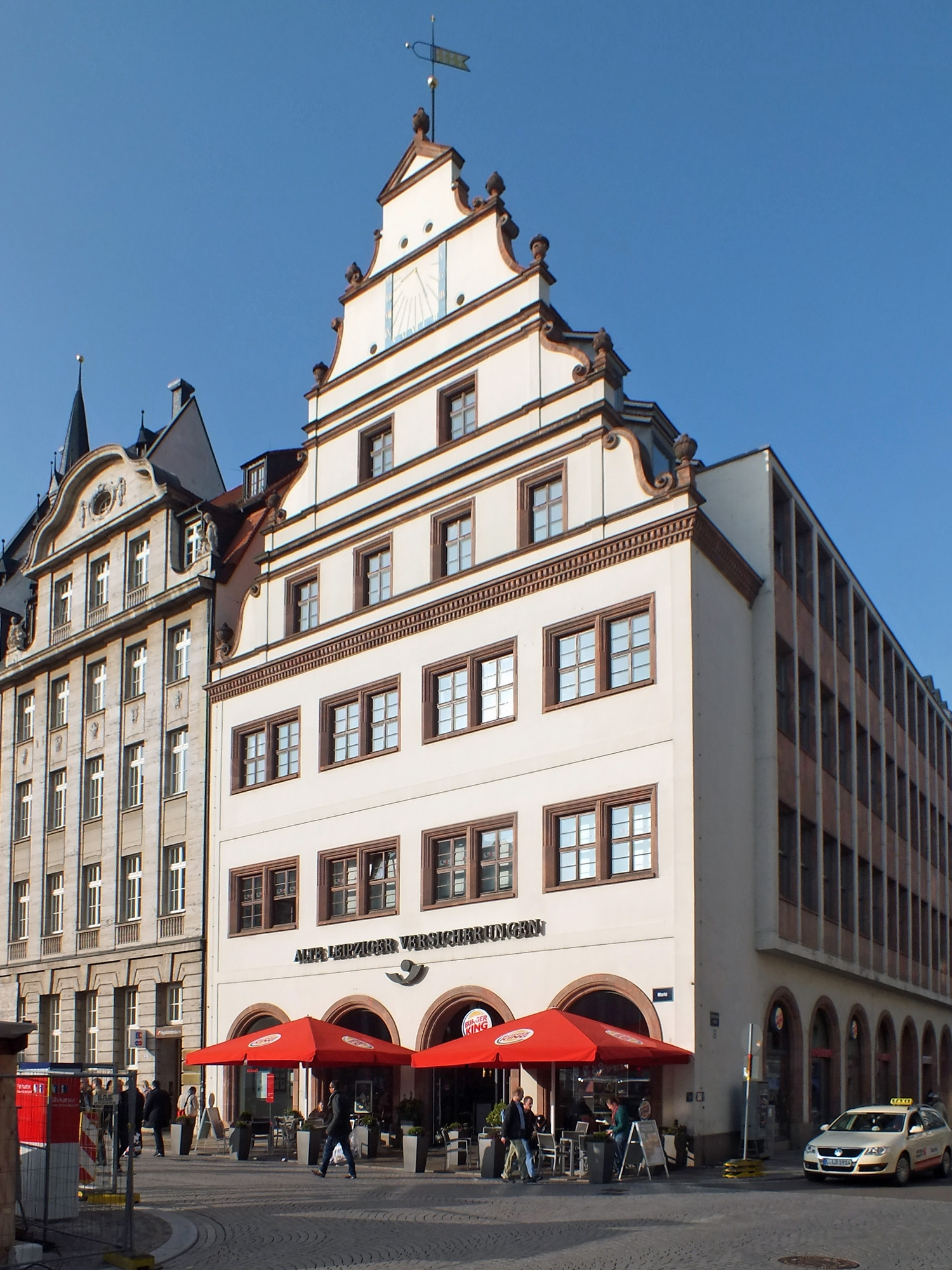
Die Alte Waage (2011)

Die Alte Waage ist ein teilweise nach historischem Vorbild rekonstruiertes Gebäude an der Nordseite des Leipziger Marktplatzes an der Ecke zur Katharinenstraße.

## Geschichte

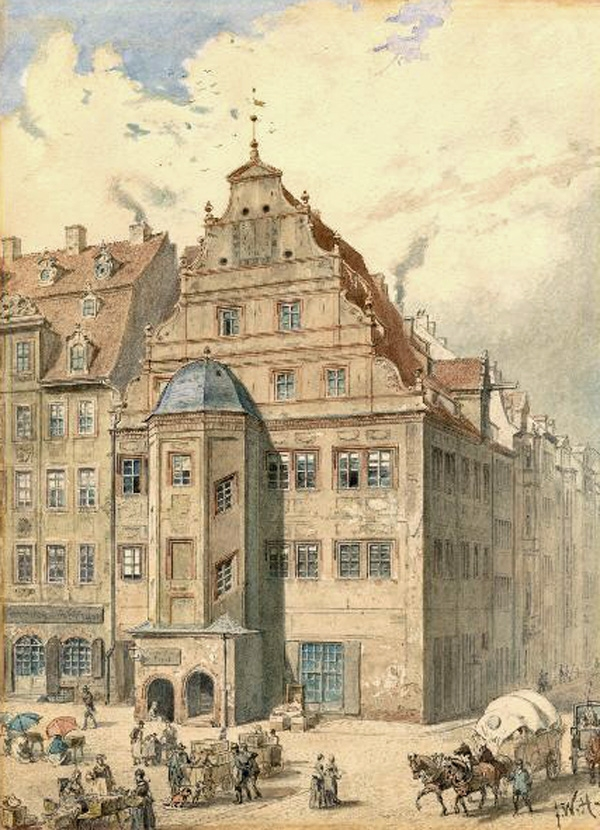
Die Alte Waage um 1850

Der Bau entstand 1555 unter der Leitung des Bau- und Bürgermeisters Hieronymus Lotter (1497–1580) und des ausführenden Baumeisters Paul Speck († 1557) im Renaissancebaustil als Ratswaage. Vorher stand an diesem Platz die sogenannte Safranwaage. Hinter dem zum Markt gerichteten vierstufigem Volutengiebel mit Sonnenuhr im oberen Teil und vorgesetztem Treppenturm hatte das Haus über dem Keller und dem Erdgeschoss jeweils zwei Ober- und Dachgeschosse sowie zwei Böden.
Die Ratswaage war das Zentrum der Leipziger Messe, die damals als Warenmesse mit direktem Verkauf betrieben wurde. Alle Waren mussten hier gewogen werden, wonach der Zoll erhoben wurde, den sich die Stadt mit dem Landesherrn teilte. Die dazu notwendigen Einrichtungen und Räume befanden sich im Erdgeschoss. Über die Waage floss der Stadtkasse über ein Viertel der gesamten Jahreseinkünfte zu.
Der Keller beherbergte den Ratsausschank und das erste Obergeschoss die Herrentrinkstube. Von 1558 bis 1638 hatte der gegen Geleitgeld für die Wegesicherheit verantwortliche Geleitsmann hier seinen Platz. In dem Gebäude befand sich auch ab 1590 der Sitz der Leipziger Ratspost mit der Botenstube. Von 1661 bis 1712 war hier das kursächsische Postamt Leipzigs untergebracht, das danach ins Leipziger Amtshaus am Thomaskirchhof verlegt wurde.

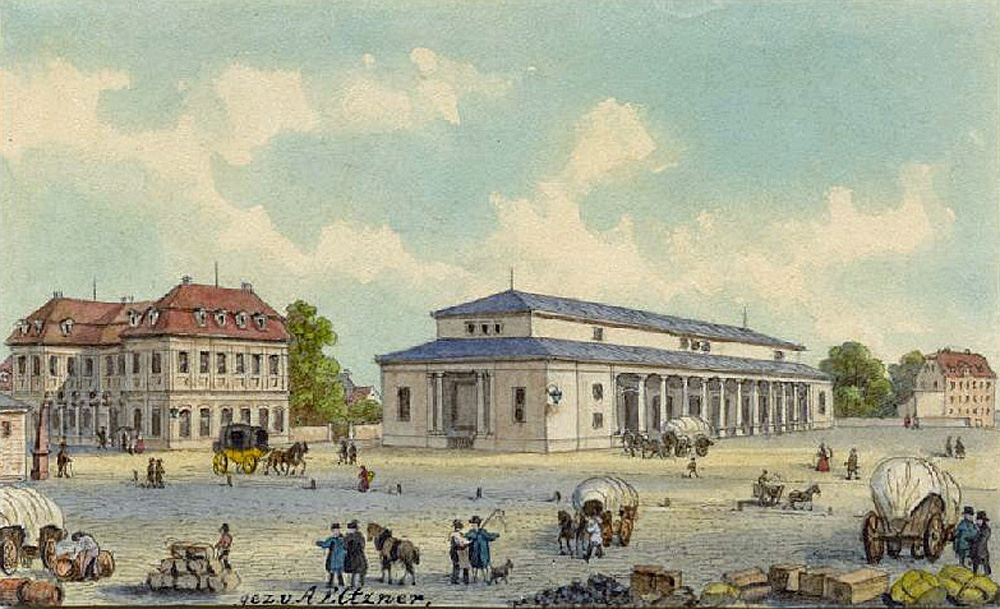
Der Waageplatz 1846 vor dem Hallischen Tor mit Zollamt (links) und neuem Waagegebäude (rechts)

Im Jahr 1820 wurde der Waagebetrieb vor die Innenstadt verlagert. Vor dem Hallischen Tor im Norden waren ein neues Waagegebäude und ein Zollamt errichtet worden (beides nicht mehr erhalten). Deshalb erhielt das Gebäude in der Stadtmitte nun den Namen Alte Waage. Es wurde jetzt als Geschäftshaus genutzt, aber auch die Leipziger Kommunalgarde hatte hier bis 1862 ein ständiges Büro. Beim Umbau der Giebelseite wurde 1861 der Treppenturm abgetragen.

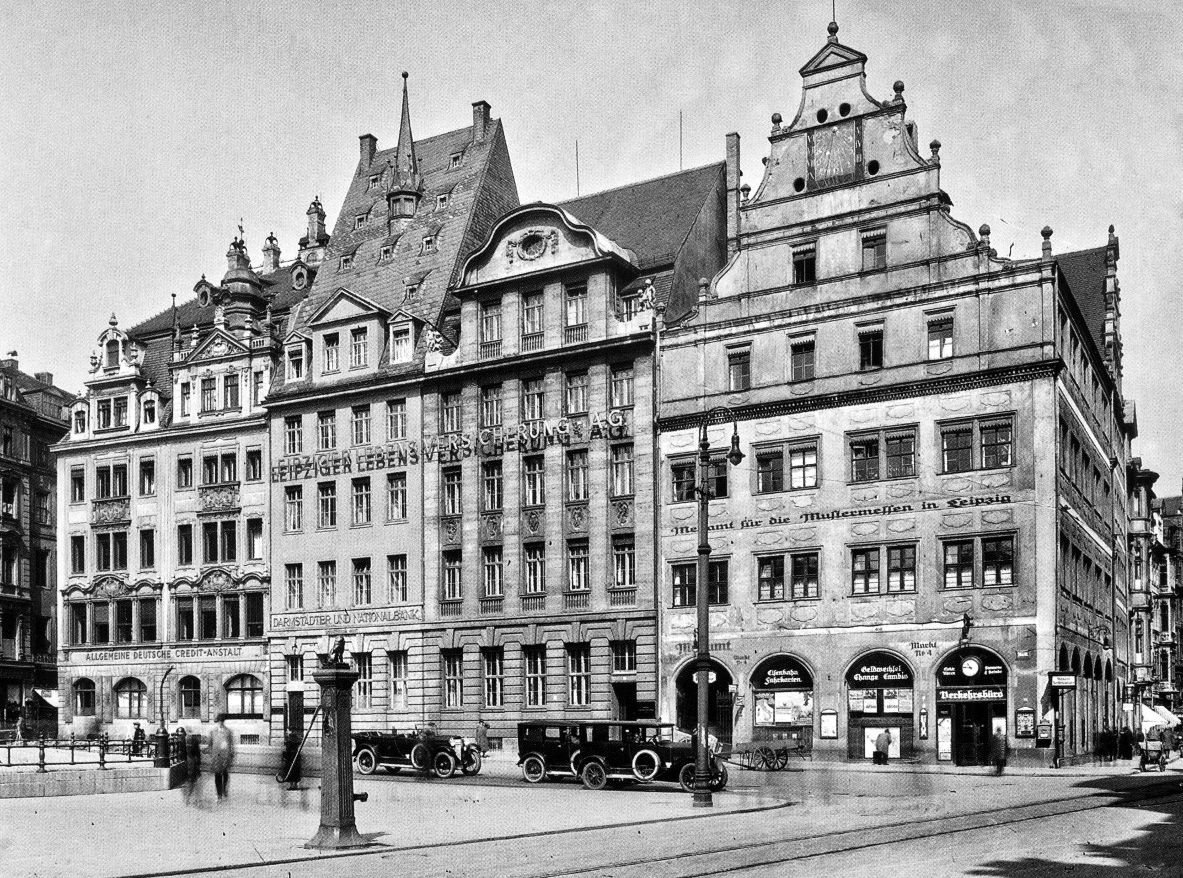
Alte Waage um 1925

1917 zog das neu gegründete Leipziger Messeamt in das Gebäude ein und blieb hier bis 1943. Daneben nahm die 1924 gegründete „Mitteldeutsche Rundfunk AG – Gesellschaft zur Unterhaltung und Belehrung (MIRAG)“ am 1. März 1924 vorübergehend in einigen Räumen der Alten Waage als zweiter Rundfunksender in Deutschland mit der Sendeantenne auf dem Neuen Johannishospital den Sendebetrieb auf.
Am 4. Dezember 1943 zerstörte ein Luftangriff das Gebäude vollständig. Nach Beräumung der Trümmer blieb das Grundstück wenige Jahre unbebaut. Provisorische Bauten für das Messeamt und später für ein Reisebüro nutzten die zentrale Baufläche. In den Jahren 1963/1964 erfolgte ein Neubau nach einem Entwurf des Leipziger Architekten Wolfgang Müller (1932–1992). Der gesamte Baukörper einschließlich der Fassade nach der Katharinenstraße ist ein moderner Neubau. Nur der Südgiebel nach dem Markt wurde dem historischen Renaissance-Bau nachempfunden, allerdings wie zuletzt ohne Treppenturm.
Seit Anfang 1965 wurde das Gebäude vom Reisebüro der DDR genutzt. 1994 erwarb es die Versicherung Alte Leipziger, die es seit 1996 als Sitz ihrer Regionaldirektion nutzt. Im Erdgeschoss wird ein Schnellrestaurant einer Fastfood-Kette betrieben.